# Harald Jacobson (journalist)
Harald Anton Erland Jacobson, född 11 april 1908 i Othem på Gotland, död 9 mars 1960 i Stockholm, var en svensk målare, tecknare, författare och journalist.
Han var son till folkskolläraren Anton Jacobsson och Emy Erlandsson och från 1934 gift med Anna-Lisa Renard (1904–1969). Efter avlagd studentexamen 1927 studerade Jacobson vid Otte Skölds målarskola i Stockholm 1928–1929 och vid Académie de la Grande Chaumière i Paris 1930. Han var sedan 1931 anställd som journalist och tecknare vid olika tidskrifter och var medarbetare i Gotlänningen 1937–1940 och därefter anställd vid Flygvapnets pressektion och redaktör för tidskriften Folk och Försvar 1942—1946. Han medverkade i samlingsutställningar på Lilla utställningen, Liljevalchs höstsalonger och i Gotlänningarna på Fahlcrantz konstsalong i Stockholm. Som journalist arbetade han under signaturerna Jacson och Sic. Som författare utgav han böckerna Krigets kalender, London lockar, Hur man blir flygare och Stockholm, Sveriges huvudstad. Hans konst består av stilleben, porträtt, stadsmotiv från Paris och Stockholm, landskap, ofta strandmotiv, från Gotland och Gotska Sandön, mariner och naket. Makarna Jacobson är begravda på Othems kyrkogård.

### Fotnoter
1. ↑  Svenskt författarlexikon, 1941–1950, sid 289
2. ↑  ”Harald Anton Erland Jacobsson”. Gravar.se. https://gravar.se/forsamling/norra-gotlands-pastorat-kyrkogardforvaltningen/othem-kyrkogard/d/harald-anton-erland-jacobsson-9d933. Läst 29 december 2023.